# Linia B metra w Nowym Jorku

Mapa linii

Linia B – linia metra nowojorskiego. Jest oznaczona kolorem pomarańczowym na znakach stacji, znakach trasy oraz na oficjalnych mapach metra. Na swoim przebiegu przez Manhattan nosi nazwę IND Sixth Avenue Line.
Linia B działa tylko w dni robocze, od około 6:00 do 23:00. Pociągi kursują od 145th Street w Harlemie, Manhattan i poprzez Eighth Avenue w Central Park West i Sixth Avenue Express do północnej strony Manhattan Bridge, gdzie przekraczają granicę Brooklynu. Linia B działa jako ekspresowa na BMT Brighton Line do Brighton Beach.
W godzinach szczytu linia B jest przedłużona na północnym końcu do Bedford Park Boulevard w dzielnicy Bronx przez IND Concourse Line.